# 弾き語りパッション
『弾き語りパッション』（ひきがたりパッション）は、井上陽水の弾き語りライブベスト・アルバム。2008年7月16日にフォーライフミュージックエンタテイメントよりリリースされた。

## 概要
アルバムとしては『LOVE COMPLEX』以来2年1ヶ月ぶり、ベストアルバムとしては『井上陽水 プラチナ・ベスト 〜アーリー・タイムズ〜』以来4年8ヶ月ぶり、弾き語りライブアルバムとしては『陽水ライヴ もどり道』約35年ぶりとなるアルバム。
2007年に行われた弾き語りツアーから1970年代に発表された初期の楽曲を中心に収録。ボーナストラックとして、デビュー曲「カンドレ・マンドレ」が収録されている。
もともとは2008年のツアー会場のみでの限定販売であったが、ファンの問い合わせが殺到し急遽メジャー流通で一般発売された。ジャケットや収録内容は全て同じ。
同日にシングル「少年時代」のマキシシングル復刻盤が発売。
発売を記念して「傘がない」のミュージックビデオが制作。横浜・桜木町駅でクレーンカメラを使って撮影され、井上陽水役としてオダギリジョーが出演している。
2008年9月30日にドレミ楽譜出版社よりスコアブックが発売。

## チャート成績
2008年7月28日付のオリコン週間ランキングでは初動1万2千枚を売り上げ、週間13位にランクインした。

## 収録曲
1. 闇夜の国から
5thシングル
2. 東へ西へ
2ndアルバム『陽水II センチメンタル』収録曲
3. 断絶
1stシングルカップリング曲
4. 能古島の片想い
2ndアルバム『陽水II センチメンタル』収録曲
5. かんかん照り
2ndアルバム『陽水II センチメンタル』収録曲
6. なぜか上海
13thシングル
7. 愛は君
1stアルバム『断絶』収録曲。35thシングル
8. 白いカーネーション
2ndアルバム『陽水II センチメンタル』収録曲
9. ゼンマイじかけのカブト虫
6thシングルカップリング曲
10. 限りない欲望
1stアルバム『断絶』収録曲
11. いつのまにか少女は
3rdシングルカップリング曲
12. 心もよう
4thシングル
13. 夏まつり
2ndアルバム『陽水II センチメンタル』収録曲
14. 人生が二度あれば
1stシングル
15. 傘がない
2ndシングル
16. カンドレ・マンドレ（ボーナス・トラック）
1969年に「アンドレ・カンドレ」名義で発売したデビューシングル